# هم‌رزمان ۳: پسران جنگ
«هم‌رزمان ۳: پسران جنگ» (انگلیسی: Brothers in Arms 3: Sons of War) یک بازی ویدئویی در سبک تیراندازی سوم شخص است که توسط گیم‌لافت و در سال ۲۰۱۴ در پلت‌فرم‌های اندروید و آی‌اواس منتشر شده‌است. سرور های بخش انلاین این بازی قرار بود که در March 3 سال 2025 بسته شود، که در نهایت در 10 March 2025 سرور های آنلاین توسط گیم لافت به طور کلی از دسترس خارج شد، که پس از مدتی حالت آفلاین هم از دسترس خارج شد. دسترسی به این بازی اکنون وجود ندارد.

## نظرات
این بازی در متاکریتیک امتیاز ۶۰% دارد. TouchArcade به آن امتیاز ۳/۵ از ۵ را داده است و می گوید: "این واقعیت ساده که حتی این بررسی زمان زیادی را صرف توضیح سیستم ها می کند برای من به این معنی است که بازی کمتر بر روی گیم پلی تمرکز می کند و بیشتر تمرکز می کند.  در مورد کسب درآمد، که مایه شرمساری است."  به عنوان یک ماه در کلدیتز.

## توسعه
این بازی توسط گیملافت در E3 2013 اعلام شد و به عنوان یک تیرانداز مبتنی بر پوشش و تیرانداز بر روی ریل به عنوان یک متقاطع از یک تیرانداز مبتنی بر پوشش معرفی شد. این نشان داد که بازی در دستگاه های اپل و iOS خواهد بود.